# Vlaamsche Broederbond
De Vlaamsche Broederbond was een letterkundige Vlaamsgezinde vereniging in Brugge.

## Historiek
Op 2 maart 1862 werd de vereniging opgericht. De stichter was Emiel Moyson en de eerste voorzitter Frederik Van den Berghe. Ze stelde zich tot doel buiten alle partijpolitiek op te komen voor de Vlaamse taalrechten en voor de materiële belangen van het Vlaamse volk.
De oprichting betekende de aanvang van georganiseerde Vlaamsgezinde activiteit in Brugge. Het jaar na de stichting was er echter al onenigheid en een groep, aangevoerd door Frans Van Mullem en vooral bestaande uit werklieden, scheurde zich af en stichtte De Klauwaarts.
In de loop van haar bestaan streefde de vereniging haar doelstellingen op verschillende wijzen na: organiseren van concerten en feesten, uitgeven van liederen en manifesten, organiseren van petities en betogingen, houden van volksvergaderingen en voordrachten, deelnemen aan Vlaamse landdagen. 
De vereniging was betrokken bij de oprichting van het standbeeld van Jan Breydel en Pieter de Coninck en organiseerde in 1887, naar aanleiding van de inhuldiging, een landdag. De vereniging beschikte over een bibliotheek, een zangkoor, een sprekersbond en een toneelafdeling.
De vereniging nam niet deel aan verkiezingen maar steunde de kandidaten die beloofden het programma van het Vlaamsch Verbond te volgen. Vanaf 1877 werd deze politieke beïnvloeding gestopt. 
Na de Eerste Wereldoorlog sloot de Vlaamsche Broederbond zich aan bij de voorstanders van het Minimumprogramma en bij het Algemeen Vlaamsch Verbond. Als voornaamste exponent van de Vlaamsgezindheid in Brugge was ze medeorganisator van de plaatselijke 11 julivieringen. De bijzonderste gangmaker van de vereniging was toen Firmin Blondeel.
De activiteiten werden onderbroken door de Tweede Wereldoorlog en werden nadien niet meer hervat.